# Sens-Beaujeu
Sens-Beaujeu ist eine französische Gemeinde mit 403 Einwohnern (Stand: 1. Januar 2022) im Département Cher in der Region Centre-Val de Loire. Sie gehört zum Arrondissement Bourges und zum Kanton Sancerre. Die Einwohner werden Sembeljoutains genannt.

## Lage
Sens-Beaujeu liegt etwa 38 Kilometer nordöstlich von Bourges. Umgeben wird Sens-Beaujeu von den Nachbargemeinden Le Noyer im Nordwesten und Norden, Jars im Norden und Nordosten, Menetou-Râtel im Osten, Crézancy-en-Sancerre im Südosten, Neuilly-en-Sancerre im Süden sowie La Chapelotte im Westen.

## Bevölkerungsentwicklung
| Jahr                       | 1962 | 1968 | 1975 | 1982 | 1990 | 1999 | 2006 | 2019 |
| Einwohner                  | 591  | 511  | 444  | 430  | 398  | 377  | 428  | 402  |
| Quellen: Cassini und INSEE |      |      |      |      |      |      |      |      |

## Sehenswürdigkeiten
- Kirche Saint-Caprais aus dem 13. Jahrhundert
- Schloss Beaujeu